# Natyrbowskie osiedle wiejskie
Natyrbowskie osiedle wiejskie (ros. Натырбовское сельское поселение) – jedno z 9 osiedli wiejskich w rejonie koszechablskim wchodzącym w skład Republiki Adygei. W 2022 liczyło 3931 mieszkańców.